# Godeke Burmeister
Godeke Burmeister († 1459 in Lübeck) war Kaufmann und Ratsherr der Hansestadt Lübeck.

## Leben
Godeke Burmeister war als Kaufmann Mitglied der Korporation der Lübecker Bergenfahrer. Er wurde 1455 in den Lübecker Rat gewählt. 1455 nahm er an der Lübecker Gesandtschaft nach Flensburg teil, wo die Lübecker unter Führung des Bürgermeisters Johann Lüneburg mit König Christian I. von Dänemark und der dänischen Ritterschaft über die Privilegien der Hanse im Handel mit Dänemark und Norwegen verhandelten. Nach dieser Verhandlung begleitete er den dänischen König auf dessen Heimreise, um dann weiter nach Bergen zum Kontor auf Bryggen zu reisen.